# کوین فون اریش
کوین راس ادکیسون (زاده ۱۵ مه ۱۹۵۷) یک کشتی‌گیر حرفه‌ای بازنشسته آمریکایی است که بیشتر با نام رینگ خود، کوین فون اریش شناخته می‌شود.
ادکیسون در دانشگاه ایالتی شمال تگزاس به عنوان یک مدافع کناری فوتبال بازی کرد، تا زمانی که یک مصدومیت به فوتبال او پایان داد. او رؤیای بازی در لیگ ملی فوتبال را داشت.